# Geothrix edaphica
Geothrix edaphica es una especie de bacteria gramnegativa del género Geothrix. Fue descrita en el año 2023. Su etimología hace referencia a habitante del suelo. Es anaerobia facultativa e inmóvil. Tiene un tamaño de 0,2-0,3 μm de ancho por 2,9-5,9 μm de largo. Catalasa y oxidasa negativas. Forma colonias amarillas-rojas en agar R2A suplementado con fumarato. Temperatura de crecimiento entre 20-35 °C, óptima de 20-25 °C. Es sensible a antibióticos como la vancomicina. Resistente a kanamicina y ampicilina. Tiene un contenido de G+C de 68,2%. Se ha aislado del suelo de un arrozal en Kumamoto, Japón. 